# Alvaro Lasi
Alvaro Lasi (Palazzuolo di Romagna, 28 marzo 1920 – ...) è stato un calciatore italiano, di ruolo attaccante.

## Carriera
In gioventù milita nel San Giovanni Valdarno.
Debutta in Serie B con il Brindisi nel 1946-1947, disputando due campionati cadetti per un totale di 51 presenze e 3 reti, ed altri due campionati di Serie C dopo la retrocessione avvenuta nel 1948.
Nel 1950 passa alla Carbosarda in Serie C, con cui retrocede in IV Serie al termine della stagione 1951-1952 e torna nella terza serie nella stagione 1952-1953. Rimane in forza ai sardi fino al 1954, anno in cui viene posto in lista di trasferimento.

## Palmarès

### Club

#### Competizioni nazionali
- IV Serie: 1

Carbosarda: 1952-1953